# Simon Raab
Simon Raab é um artista contemporâneo, emprendedor, inventor e cientista americano.

## Biografia
Nasceu em 1952 na cidade de Toulouse na França, foi criado no Canadá e emigrou para os Estados Unidos em 1990. Ele possui um PhD em engenharia mecânica da Universidade McGill, em Montreal, um mestrado de engenharia física da Universidade Cornell e um bacharel em física pela Universidade de Waterloo. Raab atualmente vive e trabalha em Santa Bárbara na Califórnia. Simon Raab é o cofundador da Faro Technologies, Inc. onde ele atualmente é o Chairman. Foi diretor executivo da companhia desde fundação em 1982 até Janeiro de 2006, assumindo novamente o cargo em novembro de 2015.